# 胡虜兒
胡虜兒（호로새끼）是韓語中的歧視語。又稱胡來兒。是指丙子胡亂後，為女真人擄走或姦污的朝鮮女人所產下的孩子被村裡人蔑稱為「胡虜兒」。
「胡虜」在漢語中，為漢人對北方遊牧民族的貶稱，如《滿江紅·怒髮衝冠》中的「壯志飢餐胡虜肉」以「胡虜」一詞指稱入侵宋朝的金朝女真人。